# Sebolido
Sebolido es una freguesia portuguesa del concelho de Penafiel, con 5,54 km² de superficie y 945 habitantes (2001). Su densidad de población es de 170,6 hab/km².